# 滝本仏光堂
株式会社滝本仏光堂（たきもとぶっこうどう）は、本社を大阪府守口市梅園町2-22に置く仏壇・仏具・神具・墓石の製造・販売及び寺院仏具の企画・製造・修復を専門とする企業である。

## 沿革
- 1598年（慶長3年） 太閤検地に滝ノ下（滝本家屋号）記載
- 1863年（文久3年） 福井県越前町にて滝本作兵衛が材木問屋 創業
- 1947年（昭和22年） 福井県越前町にて滝本正が滝本製材所 開設
- 1949年（昭和24年） 福井県越前町にて滝本正が仏壇製造を開始
- 1960年（昭和35年） 大阪府守口市に滝本仏光堂1号店を開設
- 1977年（(昭和52年） 福井店（滝本美術館）開設
- 1982年（昭和57年） 会社設立
- 1982年（昭和57年） 枚方店開設
- 1984年（昭和59年） 巣本店開設
- 1989年（平成元年） 甲西店開設
- 1991年（平成3年）  香芝店開設